# (20422) 1998 UE8
1998 يو إي 8 (ويعرف أيضًا باسم (20422) 1998 يو إي 8 وفق تسمية الكوكب الصغير) (بالإنجليزية: 1998 UE8)‏ هو كويكب ضمن حزام الكويكبات؛ وترتيبه 20422 من حيث الاكتشاف.
اكتُشف هذا الجُرم الفلكي بواسطة كورادو كورليفيتش في 23 أكتوبر 1998.

## وصلات خارجية
- (20422) 1998 UE8 في قاعدة بيانات مختبر الدفع النفاث لأجرام النظام الشمسي الصغيرة

- الاكتشاف · مخطط المدار ·  العناصر المدارية · المعلمات المادية

- (20422) 1998 UE8 على موقع ويكي سكاي: DSS2, SDSS, GALEX, IRAS, Hydrogen α, X-Ray, Astrophoto, Sky Map, Articles and images